# المنظمة الرياضة العسكرية في إفريقيا
المنظمة الرياضة العسكرية في إفريقيا · ، (بالإنجليزية: Organization Military Sports in Africa)‏، ويعرف اختصارًا باسم (OMSA)، تأسست عام 1994 في إسطنبول على هامش أشغال الجمعية العامة ال49 للمجلس الدولي للرياضة العسكرية، ومقرها بياوندي (الكاميرون)، وتعد الفرع الإفريقي للمجلس التابعة إلى المجلس الدولي للرياضة العسكرية.

## تاريخ
أنتخاب الهيئة المديرة للمنظمة وأعتماد نظامها الأساسي، صادق المشاركون على برنامج النشاطات الرياضية للمنظمة للسنوات الأربعة القادمة (2008 - 2012)، وأستحداث صندوق خاص بها، يمول أساسا من أشتراكات الدول العضو، كما أبقت على ترشيح نيجيريا لتنظيم الطبعة الثانية للألعاب العسكرية الإفريقية لسنة 2009،
وأستمع المشاركون إلى عرض قدمه مندوب أوغندا حول التحضيرات الجارية لتنظيم البطولة الإفريقية العسكرية السابعة لكرة القدم المقررة في هذا البلد من 1 إلى 14 ديسمبر 2008، والتي أختيرت الجزائر، خلال هذا الاجتماع لاستضافة طبعتها الثامنة سنة 2010، ووافقت الجمعية العامة على أقتراح جنوب أفريقيا للاستضافة الطبعة الثالثة للألعاب العسكرية الإفريقية سنة 2011، وآخر من الجماهيرية الليبية للاستضافة أشغال الجمعية العامة الثانية للمنظمة سنة 2010 بشرط موافقة قيادة الجيش في ليبيا على هذا الاقتراح.

## البطولات
نجحت منظمة الرياضة العسكرية في إفريقيا في تنظيم العديد من التظاهرات الرياضية العسكرية على مستوى القارة، منها 6 طبعات للكأس الإفريقية العسكرية ما بين 1994 و آخرها كانت عام 2006 بالكاميرون بالإضافة إلى البطولة العسكرية للقفز بالمظلات التي أحتضنتها وهران 1999 ودورة واحدة للألعاب الإفريقية العسكرية سنة 2002 بنيروبي وبطولتين إفريقيتين عسكريتين في الملاكمة.

## النشاطات الرياضية
كما تعمل المنظمة على إدخال نشاطات رياضية جديدة تضاف لتلك المعتمدة حاليا والمتمثلة في 11 نوعا رياضيا منها :
- كرة القدم
- الملاكمة
- القفز بالمضلات
- العاب القوى

## وصلات خارجية
- الموقع الرسمي للمنظمة الرياضة العسكرية في إفريقيا
- الجمعية العامة لمنظمة الرياضة العسكرية في إفريقيا محطة حاسمة في مشوار المنظمة
- العميد مقداد بن زيان في ندوة صحفية التسيير الراشد يحتاج إلى الصرامة والانضباط